# Цителгора
Цителгора (груз. წითელგორა) — село в Грузії.
За даними перепису населення 2014 року в селі проживає 21 особа.